# Deutsche Fußballmeisterschaft der A-Junioren 1975/76
Die deutsche Fußballmeisterschaft der A-Junioren 1976 war die 8. Auflage dieses Wettbewerbes. Meister wurde der FC Schalke 04, der im Finale Rot-Weiss Essen mit 5:1 besiegte.

## Teilnehmende Mannschaften
An der A-Jugendmeisterschaft nahmen die 16 Landesverbandsmeister teil.
| Regionalverband Nord | Regionalverband West                                                                | Regionalverband Südwest                                                                      | Regionalverband Süd | Berlin                        |
| --- | ----------------------------------------------------------------------------------- | -------------------------------------------------------------------------------------------- | --- | ----------------------------- |
| - Schleswig-Holstein: VfB Lübeck - Hamburg: FC St. Pauli - Bremen: Werder Bremen - Niedersachsen: Eintracht Braunschweig | - Westfalen: FC Schalke 04 - Mittelrhein: 1. FC Köln - Niederrhein: Rot-Weiss Essen | - Rheinland: Spvgg Andernach - Südwest: ASV Idar-Oberstein - Saarland: 1. SC Saarlouis-Roden | - Hessen: Eintracht Frankfurt - Baden: VfR Mannheim - Südbaden: Freiburger FC - Württemberg: VfB Stuttgart - Bayern: 1. FC Nürnberg | - Berlin: Blau-Weiß 90 Berlin |

## Achtelfinale
Hinspiele: So 13.06. Rückspiele: So 20.06.
|                       | Gesamt          |                        | Hinspiel | Rückspiel |
| --------------------- | --------------- | ---------------------- | -------- | --------- |
| 1. SC Saarlouis-Roden | 6:3             | Eintracht Braunschweig | 2:3      | 4:0       |
| Blau-Weiß 90 Berlin   | 0:6             | FC Schalke 04          | 0:1      | 0:5       |
| SV Werder Bremen      | 2:1             | VfB Lübeck             | 0:0      | 2:1       |
| VfR Mannheim          | 1:3             | 1. FC Nürnberg         | 0:2      | 1:1       |
| SpVgg Andernach       | 1:8             | Rot-Weiss Essen        | 1:3      | 0:5       |
| 1. FC Köln            | 4:4 (6:5 i. E.) | ASV Idar-Oberstein     | 3:3      | 1:1       |
| Eintracht Frankfurt   | 10:4            | FC St. Pauli           | 5:2      | 5:2       |
| VfB Stuttgart         | 05:2            | Freiburger FC          | 4:2      | 1:0       |

## Viertelfinale
Hinspiele: So 27.06. Rückspiele: So 04.07.
|                       | Gesamt |                | Hinspiel | Rückspiel |
| --------------------- | ------ | -------------- | -------- | --------- |
| 1. SC Saarlouis-Roden | 01:15  | FC Schalke 04  | 1:5      | 00:10     |
| SV Werder Bremen      | 3:6    | 1. FC Nürnberg | 1:5      | 2:1       |
| Rot-Weiss Essen       | 5:4    | 1. FC Köln     | 3:1      | 2:3       |
| Eintracht Frankfurt   | 3:5    | VfB Stuttgart  | 2:2      | 1:3       |

## Halbfinale
Hinspiele: So., 11.07. Rückspiele: So., 18.07.
|                 | Gesamt |                | Hinspiel | Rückspiel |
| --------------- | ------ | -------------- | -------- | --------- |
| FC Schalke 04   | 6:3    | 1. FC Nürnberg | 2:0      | 4:3       |
| Rot-Weiss Essen | 6:3    | VfB Stuttgart  | 4:3      | 2:0       |

## Finale
| FC Schalke 04                                                    | FC Schalke 04 | Rot-Weiss Essen | Rot-Weiss Essen |
| ---------------------------------------------------------------- | --- | --- | --------------- |
| FC Schalke 04                                                    | \| Sonnabend, 24. Juli 1976 in Herne (Stadion am Schloss Strünkede) \| \| Ergebnis: 5:1 (2:1) \| \| Zuschauer: 23.000 \| \| Schiedsrichter: Paul Kindervater (Köln) \|                                                                                | \| Sonnabend, 24. Juli 1976 in Herne (Stadion am Schloss Strünkede) \| \| Ergebnis: 5:1 (2:1) \| \| Zuschauer: 23.000 \| \| Schiedsrichter: Paul Kindervater (Köln) \|                                                                                                | Rot-Weiss Essen |
| FC Schalke 04                                                    | Peter Sandhofe – Rolf Köster (30. Wolfgang Reichel) – Helmut Gorka, Norbert Dörmann, Mathias Schipper – Klaus Santanius (75. Jörg Feldmann), Ulrich Bittcher, Thomas Lander – Hans-Peter Mentzel, Uwe Höfer, Friedhelm Schütte Cheftrainer: Uli Maslo | Detlev Schneider – Ralf Holznagel (74. Helmut Vennemann) – Uwe Hafermass, Michael Kunze, Burkhard Steiner (61. Joachim Skorupa) – Karl-Heinz Gundersdorf, Frank Mill , Jürgen Sekula, Jürgen Kaminsky – Rainer Meseck, Wolfgang Patzke Cheftrainer: Heinz Redepenning | Rot-Weiss Essen |
| FC Schalke 04                                                    | 1:1 Ulrich Bittcher (8.) 2:1 Thomas Lander (40.) 3:1 Ralf Holznagel (46., Eigentor) 4:1 Uwe Höfer (64.) 5:1 Uwe Höfer (67.) | 0:1 Jürgen Sekula (6.) | Rot-Weiss Essen |
| Sonnabend, 24. Juli 1976 in Herne (Stadion am Schloss Strünkede) | | |                 |
| Ergebnis: 5:1 (2:1)                                              | | |                 |
| Zuschauer: 23.000                                                | | |                 |
| Schiedsrichter: Paul Kindervater (Köln)                          | | |                 |